# Persés
Persés – (latinsky Perses) v řecké mytologii je synem Titána Kría a jeho manželky Eurybie, dcery boha mořských hlubin Ponta.
Jeho ženou je Asteria, dcera Titána Koia; s ní má dceru Hekaté, bohyni podsvětí.
Jeho sourozenci jsou:
- Astraios –  otec hvězd a větrů, z manželství s bohyní větrů Éós vzešli synové: 
  - Euros (zvaný též Argestés) – bůh východního nebo jihovýchodního větru
  - Zefyros – bůh mírného západního větru
  - Boreás – bůh severního větru
  - Notos – bůh jižního větru

- Pallás, manžel bohyně Stygy, otec potomků:
  - Níké (Vítězství)
  - Kratos (Síla)
  - Biá (Násilí)
  - Zélos (Úsilí, Snaha)